# Приедайне
Приедайне (латыш. Priedaine) — район города Юрмалы в 14 км от Риги, один из немногих городских районов на правом берегу реки Лиелупе.
Посёлок образовался в начале XX века. Уже в 1911 году в Приедайне было выстроено около 100 домов. Приедайне — дачный район для зажиточных слоев населения, в состав тогдашнего Юрмальского района Риги включен в 1949 году. В советское время здесь развивалось производство (участок торфяной фабрики, завод железобетонных конструкций). Построена школа и дом культуры.
Белая дюна (латыш. Baltā kāpa) — памятник природы государственного значения — находится в 4 км от железнодорожной станции Приедайне, на берегу Лиелупе. Дюна образовалась в течение последних двухсот лет, расположившись перпендикулярно берегу моря. Длина дюны — 800 м, высота — 15-17 м. Причиной формирования дюны послужил прорыв рекой Лиелупе перешейка в 1757 году, образовавший новое место впадения реки в море.
Железнодорожный мост неоднократно разрушался и восстанавливался. Изначальный мост, разрушенный во время Первой мировой войны, относился к 1875—1876 годам (в 1922 году он был восстановлен). Его взорвали во время боевых действий 14 октября 1944 года, восстановили через 5 лет. В 1986—1988 годах железнодорожный мост был реконструирован. Строительство автотранспортного моста завершено в 1962 году.

## Памятники архитектуры
- Железнодорожная станция Приедайне — построена в 1938 году (архитекторы — А. Грундманис, Я. Шарловс). Здание выполнено в стиле функционализма и является одним из наиболее выразительных образцов застройки XX века в Юрмале.
- Жилое здание на ул. Бабитес 1, лит. 3. Построено во второй половине XIX века. В архитектуре оштукатуренного двухэтажного дома чувствуется влияние стиля латвийских деревенских усадеб, а также некоторые черты необарокко. Веранда типа ротонды.